# ストバイオス

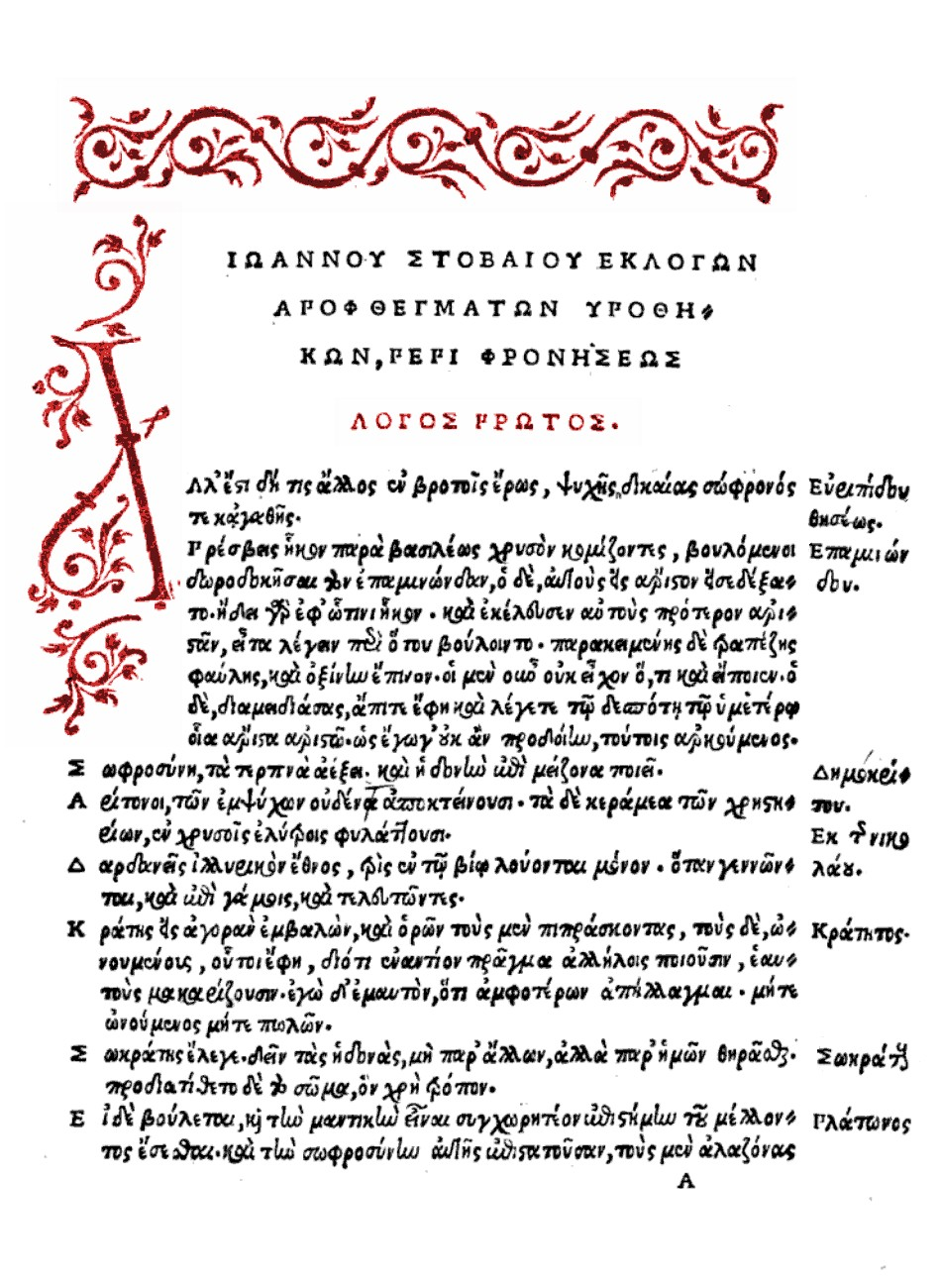
『選文集』16世紀の刊本

ストバイオスまたはストボイのヨハンネス（古希: Ἰωάννης ὁ Στοβαῖος, 英: Joannes Stobaeus, 5世紀ごろ）は、東ローマ帝国初期・古代末期の著述家。ギリシア古典の抜粋集『選文集』（『抜粋集』などとも、古希: Ἀνθολόγιον, 英: Anthology）の編者。同書は佚書の抜粋を多く含むため、西洋古典学の重要資料となっている。

## 生涯
生涯は不詳である。マケドニアの都市ストボイ出身の「ヨハンネス」という名の人物であり、「ストバイオス」は「ストボイの人」を意味する通り名である。セプティミウスという息子の教育のため、抜粋集を編纂した。

## 『選文集』
全4巻。題名の日本語訳は定まっておらず、『選文集』『抜粋集』『精華集』『精華文集』『詞華集』などの訳がある。ラテン語では1-2巻を Eclogae、3-4巻を Florilegium ともいい、日本語では『自然学選集』と『倫理選集』、『自然学抜粋集』と『倫理学抜粋集』とも訳される。
抜粋された著者は500人を越える。ローマ帝国期のものは少なく、キリスト教関係も見られない。分野は文学から哲学・歴史・弁論・医学等まで及ぶ。哲学の抜粋は学説誌の要素も持ち、近代の『ソクラテス以前哲学者断片集』などに利用されている。
フォティオス『ビブリオテーケー』に解題がある。最初の刊本は16世紀アントウェルペンのプランタン印刷所から出版された。

### 電子版
- Thomas Gaisford (1822-1824), Iōannou Stobaiou Anthologion – Ioannis Stobæi Florilegium, Volume 1, Iōannou Stobaiou Anthologion – Ioannis Stobæi Florilegium, Volume 2, Ioannis Stobaei Florilegium, ad manuscriptorum fidem emendavit et supplevit Thomas Gaisford, Volume 3, Ioannis Stobaei Florilegium, ad manuscriptorum fidem emendavit et supplevit Thomas Gaisford, Volume 4  Oxford: Clarendon.
- August Meineke (1855), Florilegium Vol 1–2 (1855), Vol 3–4 (1856), Eclogues Vol 1 (1860), Ioannis Stobaei Eclogarum Physicarum et Ethicarum, Vol 2 (1864), Leipzig: B. G. Teubner（英語版）.
- Curtius Wachsmuth, Otto Hense, Eclogues Volumes 1–2 (1884), Florilegium Vol 1 (1894), Vol 2 (1909), Vol 3 (1912), Appendix (1923), Berlin: Weidmannsche Buchhandlung.